# 小山るんち
小山 るんち（こやま るんち）は、日本の漫画家。愛知県豊田市出身。女性。

## 略歴
- 2009年、『デラックスマーガレット』（集英社）に掲載された読み切り「左のキミへ」でデビュー。同作にて、金のティアラ大賞特別賞を受賞。
- 2016年、フジテレビ『痛快TVスカッとジャパン』のコーナーである「胸キュンスカッと」のエピソードコミック化を担当。

## 作品リスト

### 漫画

#### 連載作品
- 胸キュンスカッと（2016年 - 2019年、全9巻）
- 悪役令嬢は二度目の人生を従者に捧げたい（原作：紅城蒼、キャラクター原案：獅童ありす、『ComicWalker』FLOS COMICレーベル 2021年6月22日[1][2] - 2022年4月5日[3]、全2巻）
- クール、なのに夜は甘くて。～同居人は溺愛中毒～（原作：雨乃めこ、『noicomi』 Vol.78（2022年） - Vol.104（2023年））

#### 読み切り作品
- 左のキミへ（2009年 - デラックスマーガレット7月号）
- ひとりでごほうび わたしごはん（2016年）
- ひとりでごほうび わたしごはん とびっきりぜいたくディナー（2017年）
- ひとりで食べキュン! 女子ごはん 冬号（2017年）
- ひとりで食べキュン! 女子ごはん 初春号（2018年）
- ひとりで食べキュン! 女子ごはん 春満開号（2018年）
- ひとりで食べキュン! 女子ごはん 夏号（2018年）
- ひとりで食べキュン! 女子ごはん 秋号（2018年）
- ひとりで食べキュン! 女子ごはん 冬号（2018年）

### イラスト
- どうして、君のことばかり。（2020年、野いちご文庫、著：夜野せせり）